# 3533 Toyota
3533 Toyota је астероид главног астероидног појаса са средњом удаљеношћу од Сунца која износи 2,219 астрономских јединица (АЈ).
Апсолутна магнитуда астероида је 12,8.